# みちのくYOSAKOIまつり
みちのくYOSAKOIまつり（みちのくよさこいまつり）は、宮城県仙台市で開催されているYOSAKOI形式の祭りである。近年は、10月初旬の体育の日の前日と前々日にあたる土日の計2日間開催されている。

## 概要
2008年（平成20年）には2日間で75万人の観客を集めており、仙台の秋の風物詩として定着してきている。参加チームは北海道から関西まで広がり、また、過半数のチームが宮城県外からの参加となっているなど、名称に違わず広域的な祭りとなっており、全国5番目の規模まで成長した（→参照）。
例年、仙台クラシックフェスティバル（「せんくら」。こちらは体育の日を含む3日間）と開催日程および開催地区が重なっていた。2008年（平成20年）は、せんくらに加えてMEGA☆ROCKSおよび仙台短篇映画祭、劇団四季ミュージカル「美女と野獣」のロングラン公演とも開催日程が重なり、仙台の街中各所が音楽や芸術で満たされた。

## 基本ルール
- ステージ入退場はテキパキした動作であったか、演舞前後の挨拶をきちんとしていたか
- 鳴子を効果的に使用していたか（音が揃っている・メリハリがある）
- 楽曲に民謡がわかりやすく組み込まれていたか

## 沿革
- 1997年（平成9年）4月　ある宮城県出身の高知大学生が「よさこい祭り」（高知県高知市）に参加し、同様な祭りを仙台に立ち上げようと活動をし始めた[6]。
- 1997年（平成9年）8月 仙台七夕まつりに「よさこい祭り」の常連チームを招待し、「よさこい踊り」を披露した[7]。
- 1997年（平成9年）12月 SENDAI光のページェントに「YOSAKOIソーラン祭り」（北海道札幌市）の常連チームを招待し、公募で集まった踊り手150名と共に定禅寺通で「よさこい踊り」を披露した。
- 2002年（平成14年）3月、東北7県の関連団体でとうほくYOSAKOI協議会を設立。
- 2003年（平成15年）より「一番町パレード」を実施。
- 2004年（平成16年）台風22号のため10月9日（土）は中止。10月10日（日）のみ開催。
- 2005年（平成17年）「どんGALA!祭り」（新潟県）の優秀団体に「とうほくYOSAKOI協議会会長賞」を授与。
- 2006年（平成18年）台風のため初日を繰り下げ開催。
- 2007年（平成19年）より「みちのくYOSAKOIコンテスト」および「定禅寺YOSAKOIパレード」を実施
- 2008年（平成20年）「杜の翔」が総踊りの曲として発表・追加される。（今は踊られていないので練習DVD,曲の入手は困難）この数年後、震災をきっかけに『踊るよさこい愛日本』が発表される。
- 2009年（平成21年）第10回YOSAKOIソーラン日本海本祭（石川県）の優秀団体に「みちのくYOSAKOIまつり賞」および「とうほくYOSAKOI協議会賞」を授与[8]。
- 2018年（平成30年）『PEPSI スペシャルチーム「怪物舞踏団」東北エリア選抜』参加。エンターテイメント賞が授与される。
- 2019年（令和元年）令和元年東日本台風の接近に伴い10月12日（土）10月13日（日）両日共に開催中止。
- 2020年（令和2年）新型コロナウイルスの感染拡大に伴い開催中止。

### 開催概要
| 回 | 年月日                  | 参加数 | 参加数 | 会場数 | 観客動員数 | 備考                        |
| 回 | 年月日                  | チーム | 踊り手 | 会場数 | 観客動員数 | 備考                        |
| -- | ----------------------- | ------ | ------ | ------ | ---------- | --------------------------- |
| 1  | 1998年10月31日・11月1日 | 34     | 1200   | 4      | 10万人     |                             |
| 2  | 1999年10月2日・3日      | 61     | 3100   | 8      | 16万人     |                             |
| 3  | 2000年10月7日・8日      | 81     | 4000   | 7      | 33万人     |                             |
| 4  | 2001年9月22日・23日     | 114    | 5100   | 10     | 45万人     |                             |
| 5  | 2002年10月12日・13日    | 145    | 5800   | 11     | 60万人     |                             |
| 6  | 2003年10月11日・12日    | 180    | 7000   | 13     | 70万人     |                             |
| 7  | 2004年10月9日・10日     | 220    | 7500   | 11     | 50万人     | 台風22号のため10日のみ開催  |
| 8  | 2005年10月8日・9日      | 240    | 8000   | 12     | 65万人     |                             |
| 9  | 2006年10月7日・8日      | 250    | 8200   | 12     | 45万人     | 台風のため7日は繰り下げ開催 |
| 10 | 2007年10月6日・7日      | 260    | 8500   | 11     | 70万人     | 当回よりコンテストを実施    |
| 11 | 2008年10月11日・12日    | 250    | 10000  | 9      | 75万人     | 仙台・宮城DC期間中の開催    |
| 12 | 2009年10月10日・11日    | 200    | 10000  | 9      | 60万人     |                             |
| 13 | 2010年10月9日・10日     | 190    | 10000  | 8      | 46.6万人   |                             |

## 演舞会場
（過去に開催された会場も含む）

### ステージ形式
- 泉中央地区
  - 泉区民広場

- 台原森林公園
  - 仙台市地下鉄南北線・旭ヶ丘駅前

- 仙台市都心部
  - 勾当台公園
    - 市民広場（メインの演舞場）
    - 「いこいのゾーン」

  - 一番町
    - サンモール一番町商店街
    - 一番町一番街商店街（ぶらんどーむ一番町）
    - 一番町四丁目商店街

  - 勾当台公園周辺
    - 錦町公園（2008年（平成20年）以降廃止）（2013年復活）
    - NTT青葉通りビル中庭

  - JR仙台駅
    - 西口ペデストリアンデッキ（過去には東口会場もあり）（2014年廃止）
    - 仙台駅前（青葉通）
    - Zepp Sendai
    - DaTeRIUM（ダテリウム）

  - 青葉山公園
    - 政宗ステージ
    - 七夕ステージ

- 長町地区
  - あすと長町杜の広場公園
  - ザ・モール仙台長町
  - 太白区役所前広場
  - 楽楽楽ホール（2009年（平成21年）のみ）
  - JR長町駅前

- その他
  - 河原町ツインタワー前
  - 三井アウトレットパーク 仙台港（2008年（平成20年）のみ）
  - 御譜代町西公園　第21回（2018年（平成30年））コンテスト会場（一般：予選ブロック、一般：復活ステージ）

### パレード形式
- 「定禅寺YOSAKOIパレード」
第10回より。定禅寺通を交通規制して行う。
第25回はパレード審査が行われた。
- 一番町会場
第6回より。歩行者専用道路のアーケード街である一番町四丁目商店街で行う。第13回の今年は固定式のスピーカーから可動式スピーカーが導入された。

## 特徴

### 総踊り
各演舞会場にて祭りの期間中「総踊り」と呼ばれる時間枠を設けており、踊り子の他、観客も自由に参加しての踊りが繰り広げられている。
総踊り曲：「みちのくYOSAKOI踊り」「よっちょれ」「乱舞」
第5回（2002年）「みちのくキッズYOSAKOI」 子供向け総踊り曲。
第8回（2005年）「楽天イーグルスＧＯ！ＧＯ！ＧＯ！ＧＯ！」 東北楽天ゴールデンイーグルス公式応援歌。
第11回（2008年）「杜の翔」 初披露の際には、仙台のローカルアイドル「SPLASH」と仙台の女子プロレス団体「センダイガールズプロレスリング」が演舞を行った。
第15回（2012年）「踊るYOSAKOI愛日本」 日本全国のYOSAKOI仲間からの寄付金をもとに【日本を元気にするYOSAKOI絆踊り】制作。

### みちのくYOSAKOIコンテスト
第10回（2007年）から、希望する団体に対してコンテストが開催されるようになった。数団体ずつブロック審査を行い、予選ブロック、復活ステージを突破したチームが集まった決勝ステージにて
みちのくYOSAKOI 大賞、宮城県知事賞、仙台市長賞、優秀賞、河北新報社賞の各賞が授与される。
なお、「あきたYOSAKOIキッズ祭り」の大賞チームはジュニアブロックへの代表出場権が得られる。

## 歴代大賞チーム
- 第10回（2007年） - AOMORI花嵐桜組「『よされ恋慕情』～愛郷興起の舞～」
- 第11回（2008年） - AOMORI花嵐桜組「敬仰「お岩木山」～清籟清浄の祈り～」
- 第12回（2009年） - AOMORI花嵐桜組「「さくら」～鷹揚の郷、花歴伝～」（殿堂入り決定）
- 第13回（2010年） - REDA舞神楽「祝！天晴れ！日本晴れ！「狐の嫁入り」」
- 第14回（2011年） - 東日本大震災発生年、コンテスト無し
- 第15回（2012年） - REDA舞神楽「鬼と福～それでいいのじゃっ！～」
- 第16回（2013年） - REDA舞神楽「がむしゃらむしゃらっ！～千葉は木更津、証城寺の大狸に捧ぐ～」（殿堂入り決定）

- 第17回（2014年） -郷人「会津魂～挑～」
- 第18回（2015年） -郷人「会津魂～決意～」
- 第19回（2016年） -郷人「会津魂〜貫〜」
- 第20回（2017年） -AOMORI花嵐桜組「津軽 鬼伝説～オニカラノ、オクリモノ～」
- 第21回（2018年） -REDA舞神楽「海坊主、荒ぶる ～海はゴミ箱じゃねぇっ～！」
- 第22回（2019年） -台風元年東日本台風接近に伴い開催中止
- 第23回（2020年）-新型コロナウイルスに伴い2年連続開催中止
- 第24回（2021年）-新型コロナウイルスに伴い3年連続開催中止
- 第25回（2022年）-羽跳天「那豊〜ナライ～」
- 第26回（2023年）-夜宵「導き『熱田を望み 帆を掲げ いざ七里を渡らむ』」
- 第27回（2024年）-夜宵「勝鬨」

## テレビ放送
例年、祭りの模様を仙台放送が1時間程度生放送し、仙台市内のケーブルテレビであるCAT-VおよびJ:COM 仙台キャベツも生放送している。また、FOMAのVライブでも配信されている。なお、生放送はしていないが、祭りの模様をCAT-Vが撮影し、岩手ケーブルテレビ（岩手県盛岡市）、ニューメディア（山形県米沢市）に送信したこともある。

## 三大祭り
仙台市は『高知・札幌と並び「よさこい三大祭り」の1つ』としているが、名古屋のにっぽんど真ん中祭りが規模を拡大したので、
現在は『東北を代表するよさこい祭り』と称するのが妥当である。（→YOSAKOI#主なよさこい祭りの規模）。

## とうほくYOSAKOI協議会
2002年（平成14年）3月に、東北7県（青森・岩手・宮城・秋田・山形・福島・新潟）の関連団体で「とうほくYOSAKOI協議会」が設置された。
とうほくYOSAKOI協議会加盟団体の主なよさこい祭りは以下の通り。開催日程は2010年（平成22年）のもの。
| エリア             | 祭りの名称               | 開催日程      |
| ------------------ | ------------------------ | ------------- |
| 福島県双葉郡富岡町 | さくらYOSAKOI            | 4月10日・11日 |
| 青森県十和田市     | とわだYosakoi夢まつり    | 4月24日・25日 |
| 山形県南陽市       | 置賜よさこい祭り         | 5月30日       |
| 秋田県秋田市       | ヤートセ秋田祭           | 6月26日・27日 |
| 山形県尾花沢市     | 花笠YOSAKOIまつり        | 7月31日       |
| 山形県東根市       | ひがしね祭り踊りの祭典   | 8月10日・11日 |
| 宮城県登米市豊里町 | YOSAKOI&ねぷたinとよさと | 8月10日       |
| 福島県郡山市       | うつくしまyosakoi祭り    | 9月19日・20日 |
| 宮城県仙台市       | みちのくYOSAKOIまつり    | 10月9日・10日 |